# Radim Procházka
Radim Procházka (* 22. ledna 1975 Vyškov) je český filmový producent a režisér.

## Tvorba
Absolvent masové komunikace na FSV UK a dokumentární tvorby na FAMU, kde absolvoval v roce 2006 katedru dokumentární tvorby portrétem divadelního režiséra Otomara Krejči Krejča za branou. Na FAMU je mentorem zahraničních studentů režie. Produkoval filmy Roberta Sedláčka a Karla Vachka. Nyní pracuje na filmech nejrůznějších žánrů - dokumentů, animovaných i hraných. Všechny spojuje snaha o objevování nového
Jeho filmy získaly mnoho ocenění. Film Mariána Poláka Planeta Česko, který vidělo v kinech téměř 100 000 diváků, byl nominován na nejlepší dokument v anketě Český lev 2018 a nejlepší evropský dokument pro děti a mládež ECFA Award. V létě roku 2022 se chystá do kin volné pokračování Planeta Praha. V roce 2016 získal film Štěpána Altrichtera Schmitke České lvy za zvuk a hudbu. Jeho nejnovější režijní počin se jmenuje Máme na víc, společně s režisérem Robinem Kvapilem v něm zachytil prezidentkou předvolební kampaň Michala Horáčka. Film v roce 2018 zahajoval MFDF Jihlava. Režíroval také krátký film 50 % , který se jako první u nás věnuje fenoménu on-line chatování o filmu. Film je součástí cyklu Arzenál o filmovém dědictví, který produkoval a jenž Česká televize uvedla na podzim 2016.
Dlouhodobě spolupracoval s režisérem Robertem Sedláčkem. Je producentem jeho hraného debutu Pravidla lži (2006), který získal mimo jiné Cenu filmových kritiků a Českého lva za scénář. Je spoluautorem Sedláčkovy trilogie celovečerních dokumentů Tenkrát (1999–2002), která vypráví o našich moderních dějinách. Dále produkoval film Rodina je základ státu (2011), který získal čtyři Ceny české filmové kritiky, včetně ocenění za nejlepší film, a šest nominací na Českého lva. Klasikovi českého filmu Karlu Vachkovi produkoval tři filmy poslední filmy: Záviš, kníže pornofolku pod vlivem Griffithovy Intolerance a Tatiho Prázdnin pana Hulota aneb Vznik a zánik Československa (1918–1992) a Tmář a jeho rod aneb Slzavé údolí pyramid, za který získal na MFDF Jihlava 2011 cenu FNE Visegrad Prix pro nejlepší dokumentární koprodukci a který měl mezinárodní premiéru v hlavní soutěži festivalu CPH:DOX v dánské Kodani.
V roce 2007 společně s novinářem Petrem Fischerem natočil středometrážní televizní film Papírový atentát, filmové dioráma o finančních skandálech Václava Klause a ODS v roce 1997. Se stejným autorem napsal zatím nerealizovaný scénář Ministr o lidoveckém politikovi Jiřím Čunkovi. Jedná se o tzv. dokudrama – specifický žánru na pomezí hraného filmu a dokumentu. V roce 2010 měl v Karlových Varech premiéru jeho film Drnovické catenaccio aneb Cesta do pravěku ekonomické transformace, který byl nominován na Cenu filmových kritiků a teoretiků. Za krátký film Náš první hospodář získal Zvláštní cenu poroty v anketě Trilobit Beroun 2010.
Je členem Evropské filmové akademie a České filmové a televizní akademie. Je českým Producer on the Move 2011 a Emerging Producer 2018.

## Filmografie

### Režie
- 2005 – Krejča za branou (57 min.) online
- 2007 – Papírový atentát (52 min.) online
- 2009 – Náš první hospodář (9 min.) online
- 2010 – Drnovické catenaccio aneb Cesta do pravěku ekonomické transformace (57 min.) online
- 2012 – Pupek nebe (52 min.) online
- 2014 – Čí je moje dítě (52 min., společně s Markem Dudou) online
- 2015 – 50 % (26 min.) online
- 2018 – Máme na víc (73 min., společně s Robinem Kvapilem) online
- 2022 – Asanace (12 min.)

### Producent
- 2006 – Záviš, kníže pornofolku pod vlivem Griffithovy Intolerance a Tatiho Prázdnin pana Hulota aneb Vznik a zánik Československa (1918–1992) (147 min., Karel Vachek)
- 2006 – Pravidla lži (119 min., Robert Sedláček)
- 2009 – V hlavní roli Gustáv Husák (118 min., Robert Sedláček)
- 2010 – Největší z Čechů (95 min., Robert Sedláček)
- 2011 – Rodina je základ státu (103 min., Robert Sedláček)
- 2011 – Tmář a jeho rod aneb Slzavé údolí pyramid (199 min., Karel Vachek)
- 2012 – Křehká identita (70 min., Zuzana Piussi)
- 2013 – Wolf (61 min., Claudio Giovannesi)
- 2014 – Schmitke (94 min., Štěpán Altrichter)
- 2014 – Čí je moje dítě (52 min., Marek Duda, Radim Procházka)
- 2015 – Koudelka fotografuje Svatou zemi (72 min., Gilad Baram)
- 2015 – Prach (95 min., Vít Zapletal)
- 2016 – Jmenuji se Hladový Bizon (83 min., Pavel Jurda)
- 2016 – Slepý Gulliver (společně s Klárou Žloudkovou) (108 min., Martin Ryšavý) online
- 2017 – Vánoční svatba sněhuláka Karla (12 min, Petr Vodička)
- 2017 – Planeta Česko (83 min, Marián Polák) on-line[nedostupný zdroj]
- 2018 – Máme na víc (73 min, Robin Kvapil, Radim Procházka) on-line
- 2018 – Neklidná hranice (88 min, Dāvis Sīmanis)
- 2019 – První akční hrdina (30 min, Jan Haluza) on-line Archivováno 27. 9. 2020 na Wayback Machine.
- 2019 – Komunismus a síť aneb Konec zastupitelské demokracie (335 min, Karel Vachek) on-line
- 2020 – Terezínské stíny (14 min, Miloš Zvěřina)
- 2021 – Rok před válkou (116 min, Dāvis Sīmanis) on-line